# Guennadi Aiguí
Guennadi Nikoláievich Aiguí (en cirílico, Геннадий Николаевич Айги; Shaymurzinó, Chuvasia, 21 de agosto de 1934 - Moscú, 21 de febrero de 2006) fue un poeta y traductor chuvasio.
Sus lenguas literarias fueron tanto el chuvasio como el ruso.
Fuerte defensor de su lengua y su región, tradujo numerosas obras al idioma chuvasio y fue galardonado en 1972 con el premio "Paul Desfeuilles" de la Académie française. Un poeta neovanguardista – neofuturista. 